# Norman Krasna
Norman Krasna (ur. 7 listopada 1909 w Nowym Jorku, zm. 1 listopada 1984 w Los Angeles) – amerykański scenarzysta, producent i reżyser filmowy. Laureat Oscara za najlepszy scenariusz oryginalny do filmu Księżniczka O’Rourke (1944).